# Чоботарська лапа

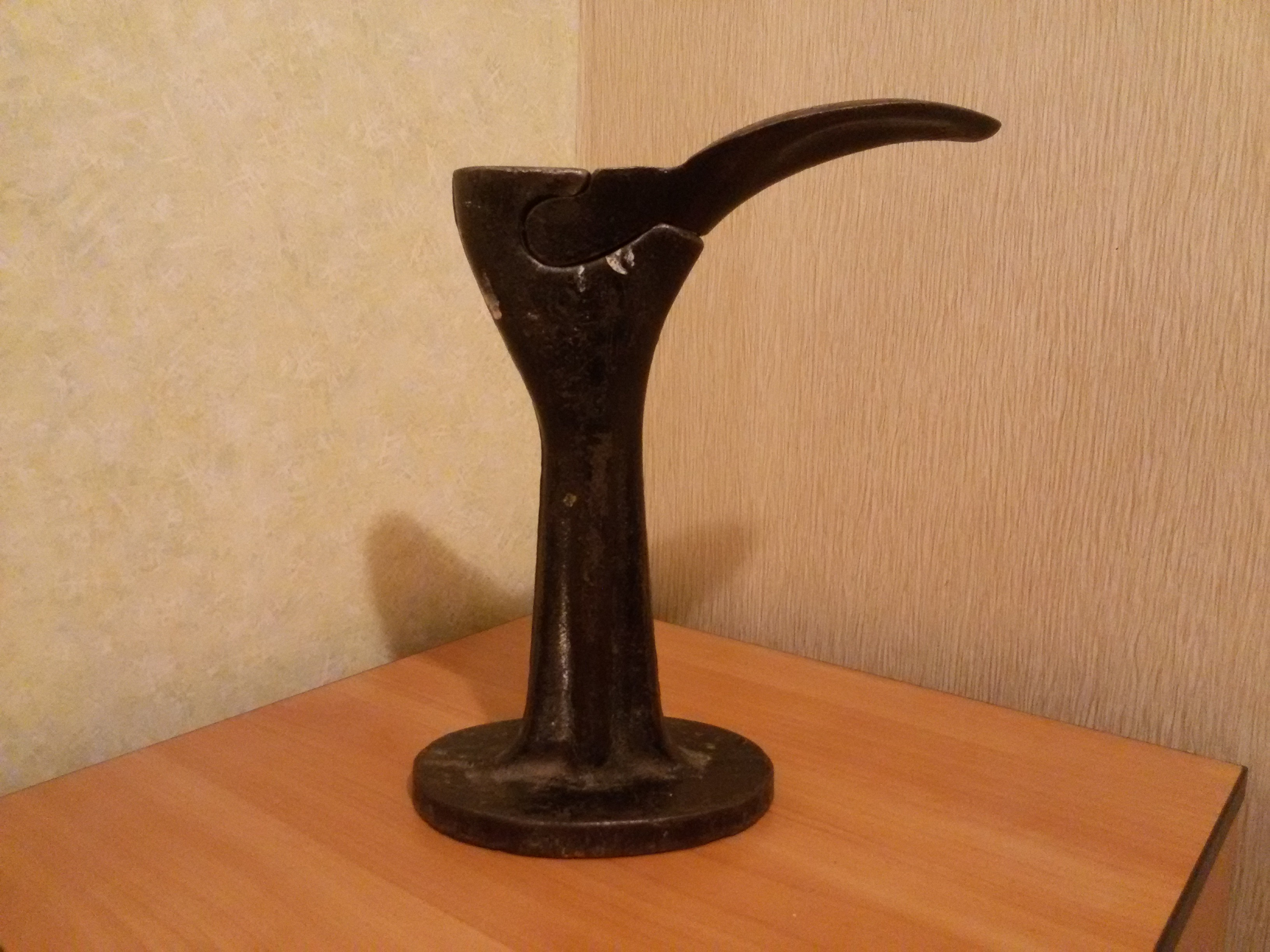
Лапа шевська 1

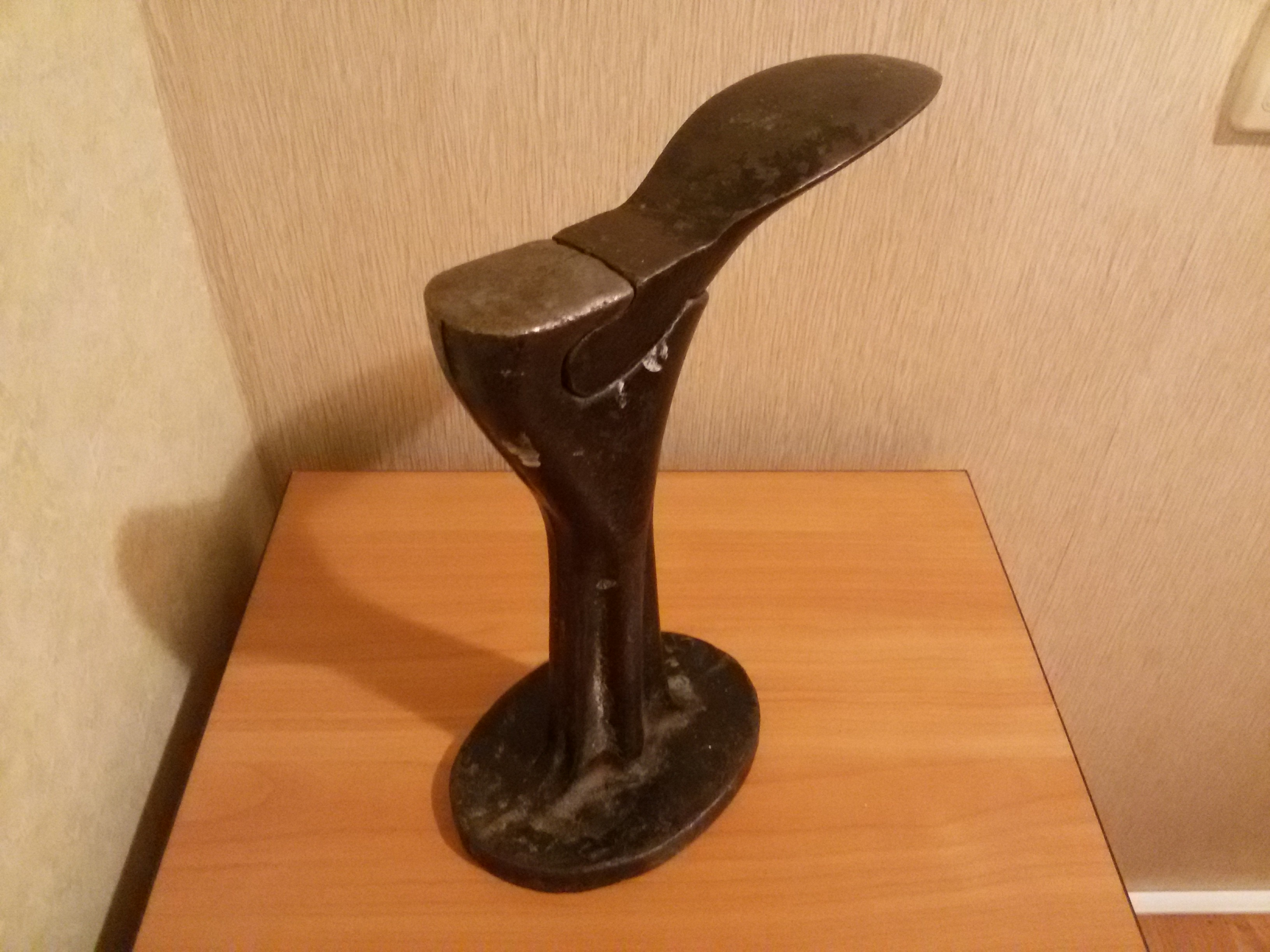
Лапа шевська 2

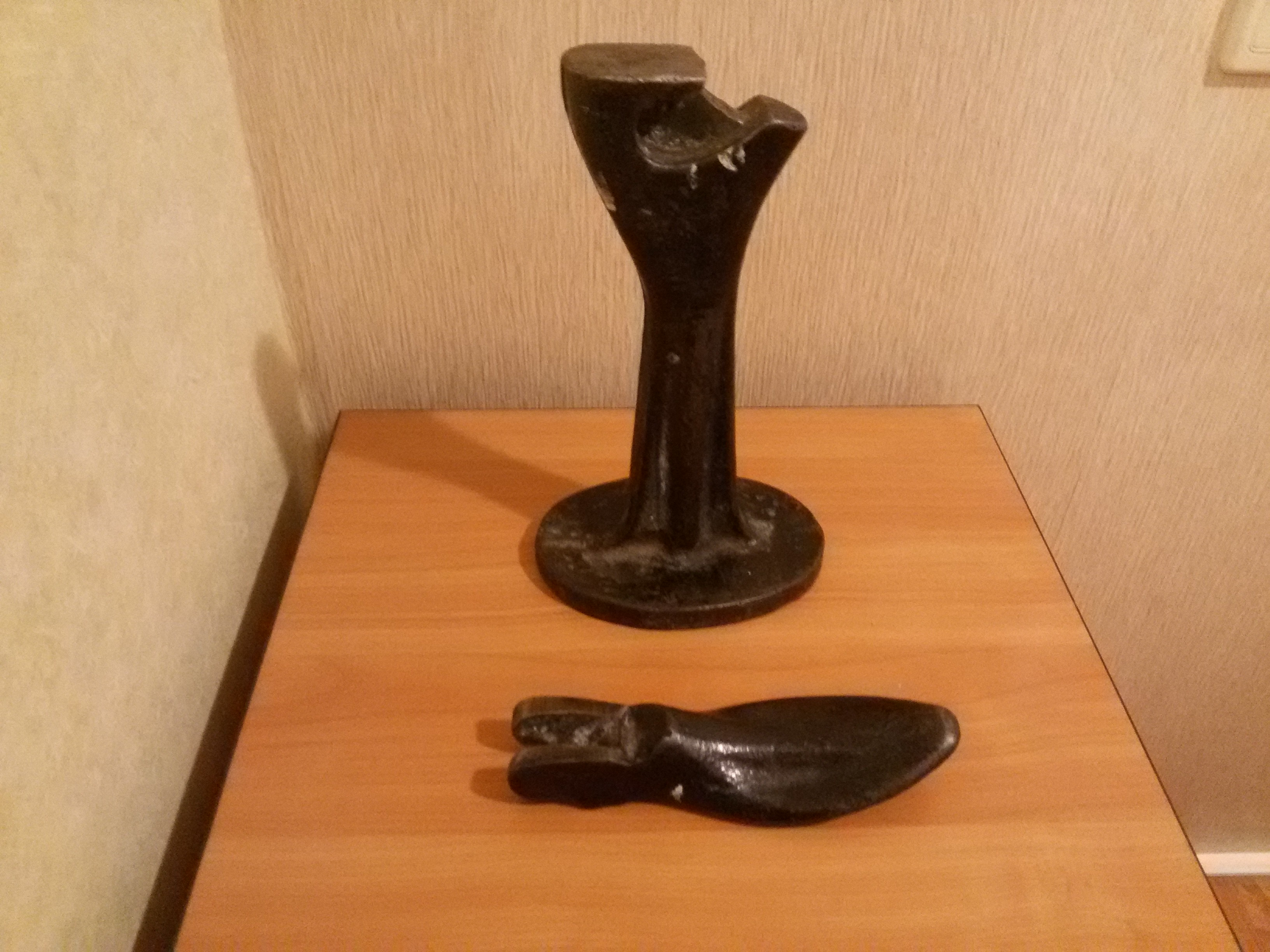
Лапа шевська 3

Чоботарська (шевська) лапа — пристрій для виготовлення і ремонту взуття в невеликих майстернях, а також в домашніх умовах з використанням ручної праці і мінімальної кількості допоміжних засобів.
У більшості випадків являє собою металеву конструкцію, що імітує форму ноги людини. Стаціонарна або портативна лапа дозволяє майстру здійснити всі основні види ремонту взуття в максимально зручному положенні ремонтованого предмета — підошвою вгору.

## Типи лап
1. Лапа розбірна — з одною і більше знімною формою-насадкою
2. Лапа нерозбірна (цільна) — з незмінною геометрією.

## Конструкція
Висота чоботарської лапи варіюється від 30 до 120 см.
У теперішній час оснащується двома і більше насадками (колодками), а також нерідко і лотком для взуттєвого матеріалу.
Основний матеріал для виготовлення чоботарської лапи — чавун. Часто лапа шевська являла собою дерев'яну рукоятку з насадкою зі сталі .
Дуже рідкісною є лапа, регульована по висоті, а також з можливістю повороту відносно горизонтальної осі і фіксації в одному з робочих положень.
Сучасні чоботарські лапи іноді покриваються хромом і іншими волого-зносостійкими сплавами.
До середини ХХ ст. чоботарські колодки (копили) практично повністю повторювали форму людської стопи.
У другій половині XX століття лапа шевська зовсім зникла з домашнього інвентарю, більш того — чоботарська лапа класичної форми (фото 1, 2, 3) повністю втратила значення інструмента для професіоналів і перетворилася в предмет колекціонування.
Багато майстрів називають в якості основного недоліку даної моделі зайву довжину носка, який їм нерідко доводилося сточувати. Ширина даної лапи також не підходила для взуття маленького розміру і коректувалася в процесі роботи.
Важливим критерієм при виборі чоботарської лапи професіонали називають вагу і ширину (а отже і стійкість) підставки лапи. Часто підставка фабричної (купленої в магазині) лапи допрацьовувалася майстром у процесі експлуатації.
Особливостями сучасних чоботарських лап є — універсальність колодки (підходить під будь-який розмір взуття), збільшена висота і більш широку основу конструкції.